# Podmotchani
Podmotchani (en macédonien Подмочани) est un village du sud-est de la Macédoine du Nord, situé dans la municipalité de Resen. Le village comptait 306 habitants en 2002.

## Démographie
Lors du recensement de 2002, le village comptait :
- Macédoniens : 302
- Albanais : 2
- Serbes : 1
- Autres : 1